# Banjar (Pandeglang)
Banjar is een bestuurslaag in het regentschap Pandeglang van de provincie Banten, Indonesië. Banjar telt 4209 inwoners (volkstelling 2010).